# Elika
Elika è un personaggio immaginario della serie di videogiochi Prince of Persia. Appare per la prima volta come co-protagonista nel settimo capitolo, Prince of Persia.

## Il personaggio

### Aspetto
Elika è una ragazza alta, longilinea ed atletica, dalla pelle ambrata, con capelli ed occhi castani. Vestita di abiti preziosi e ricamati in oro a risaltare il suo ruolo di principessa, indossa una camicia scollata e ristretta ed un paio di calzoni che le arrivano alle ginocchia. In contrasto con l'eleganza degli abiti, Elika non indossa calzature di sorta, rimanendo a piedi nudi.

### Carattere e personalità
Elika possiede un carattere estremamente combattivo, testardo e risoluto; durante la lotta ad Ahriman non si concede alcuna pausa se non nei brevi discorsi con il Principe. Nonostante questo, a volte si rivela essere umile e insicura.

## Biografia
Elika è principessa e ultima discendente di un popolo che vive nel luogo in cui è imprigionato il dio del caos Ahriman. Per un intero millennio, la popolazione del regno è stata dedita a impedire la fuga di Ahriman ma lentamente il regno si spopolò e rimase abitato solo da Elika, i genitori e alcuni servitori. Il padre, dopo la morte della moglie, pian piano perde la fiducia nel loro dovere e si addolora ogni giorno, sempre più. Un giorno Elika, cercando di raggiungere il tempio dove è rinchiuso Ahriman, muore. Il padre, per ridarle la vita, stringe un patto con Ahriman; spezza le catene della sua prigionia e, in cambio, il dio del male ridona la vita a Elika e trasforma il padre in uno dei suoi soldati.
Elika ripudia l'atto del padre e, incontratasi col protagonista, cerca di rimediare al disastro e impedire la totale liberazione di Ahriman. Infine insieme sconfiggono i già liberi generali corrotti di Ahriman: Il Cacciatore, L'Alchimista, La Concubina e Il Guerriero, e liberano dalla Corruzione le terre da loro protette.
Insieme tornano al Tempio ed Elika bonifica anche i territori all'interno del Tempio, rinchiudendo Ahriman. Imprigionatolo, il patto con il padre si rompe ed Elika spira. Il Principe, disperato e incredulo, non tollera questa morte e spezza ancora le catene di Ahriman ridando la vita a Elika. Elika e il Principe si allontanano dal Tempio mentre Ahriman lo distrugge, riporta la corruzione nel regno e si libera definitivamente.

## Abilità
Elika è dotata di un'agilità fuori dal comune: è in grado di scalare colonne, effettuare salti molto più lunghi del normale e correre sui muri in altezza ed in lunghezza ripetutamente. È inoltre in grado di sfruttare crepe su muri per scalarli e piloni su cui oscillare e saltare.

### Poteri donati da Ormazd
Dopo la liberazione di Ahriman Elika, in qualità di Ahura, riceve poteri dal dio del bene Ormazd, per combattere il dio del male Ahriman.

#### Bonifica
Quando raggiunge un suolo fertile, Elika ha il potere di concentrare la sua energia e bonificare la terra, liberandola così dalla Corruzione di Ahriman.

#### Orientamento
Se si seleziona una destinazione sulla mappa, Elika può mostrare il percorso per raggiungerla.

#### Aiuto Salto
Durante i salti, il Principe può chiedere a Elika di usare i suoi poteri per prolungarlo.

#### Aiuto Morte
Se il Principe sta per morire, Elika lo salverà. Questo avviene automaticamente e funziona se si sta precipitando o in punto di morte durante i combattimenti.

#### Teletrasporto
Elika è in grado di teletrasportare se stessa ed il Principe in un Suolo fertile bonificato o al tempio. I poteri di teletrasporto di Elika, tuttavia, funzionano solo se lei e il Principe si trovano su un terreno bonificato, poiché la Corruzione di Ahriman le impedisce di usare questo incantesimo nelle terre corrotte.

### Attivazione e Utilizzo Lastre
Elika può attivare i poteri delle lastre che racchiudono alcuni poteri di Ormazd a patto che le loro matrici originali presenti al tempio siano illuminate (lo sono in caso di fuga di Ahriman). Queste attivano le altre presenti nel regno che potranno essere utilizzate venendo toccate da Elika.
Le lastre sono quattro ed ognuna concede a chi la utilizza un potere diverso.

#### Il Passo di Ormazd
Questo potere è utilizzabile toccando una lastra color rosso e consente al principe e ad Elika di effettuare salti estremamente lunghi.

#### Le Ali di Ormazd
Questo potere è utilizzabile toccando una lastra color giallo e consente al principe e ad Elika di volare in un percorso già definito per pochi secondi.

#### La Mano di Ormazd
Questo potere è utilizzabile toccando una lastra color blu e consente al principe e ad Elika di afferrare sporgenze o lastre lontane.

#### Il Respiro di Ormazd
Questo potere è utilizzabile toccando una lastra color verde e consente al principe e ad Elika di camminare su superfici verticali ed oblique come fossero orizzontali.